# Parsonsia vaccinioides
Parsonsia vaccinioides là một loài thực vật có hoa trong họ La bố ma. Loài này được (Markgr.) Markgr. mô tả khoa học đầu tiên năm 1927.